# Narathura obina
Narathura obina är en fjärilsart som beskrevs av Evans 1957. Narathura obina ingår i släktet Narathura och familjen juvelvingar. Inga underarter finns listade i Catalogue of Life.